# Obstetrik
Obstetrik er det medicinske speciale, der beskæftiger sig med graviditet og fødselshjælp.
Hvis man besidder dette speciale, besidder man også specialet gynækologi.